# جیمز ادگار مارتین
جیمز ادگار مارتین (به انگلیسی: James Edgar Martine) سناتور سابق عضو حزب دموکرات ایالات متحده آمریکا بود. وی در سال ۱۹۱۱ تا ۱۹۱۷ میلادی سناتور ایالت نیوجرسی در سنای ایالات متحده آمریکا بود.